# 1004 Belopolskya
Belopolskya (asteroide 1004) é um asteroide da cintura principal com um diâmetro de 71,6 quilómetros, a 3,1234339 UA. Possui uma excentricidade de 0,0826568 e um período orbital de 2 294,79 dias (6,28 anos).
Belopolskya tem uma velocidade orbital média de 16,14144808 km/s e uma inclinação de 2,97744º.
Este asteroide foi descoberto em 5 de setembro de 1923 por Sergei Belyavsky.